# Dana Rosemary Scallon

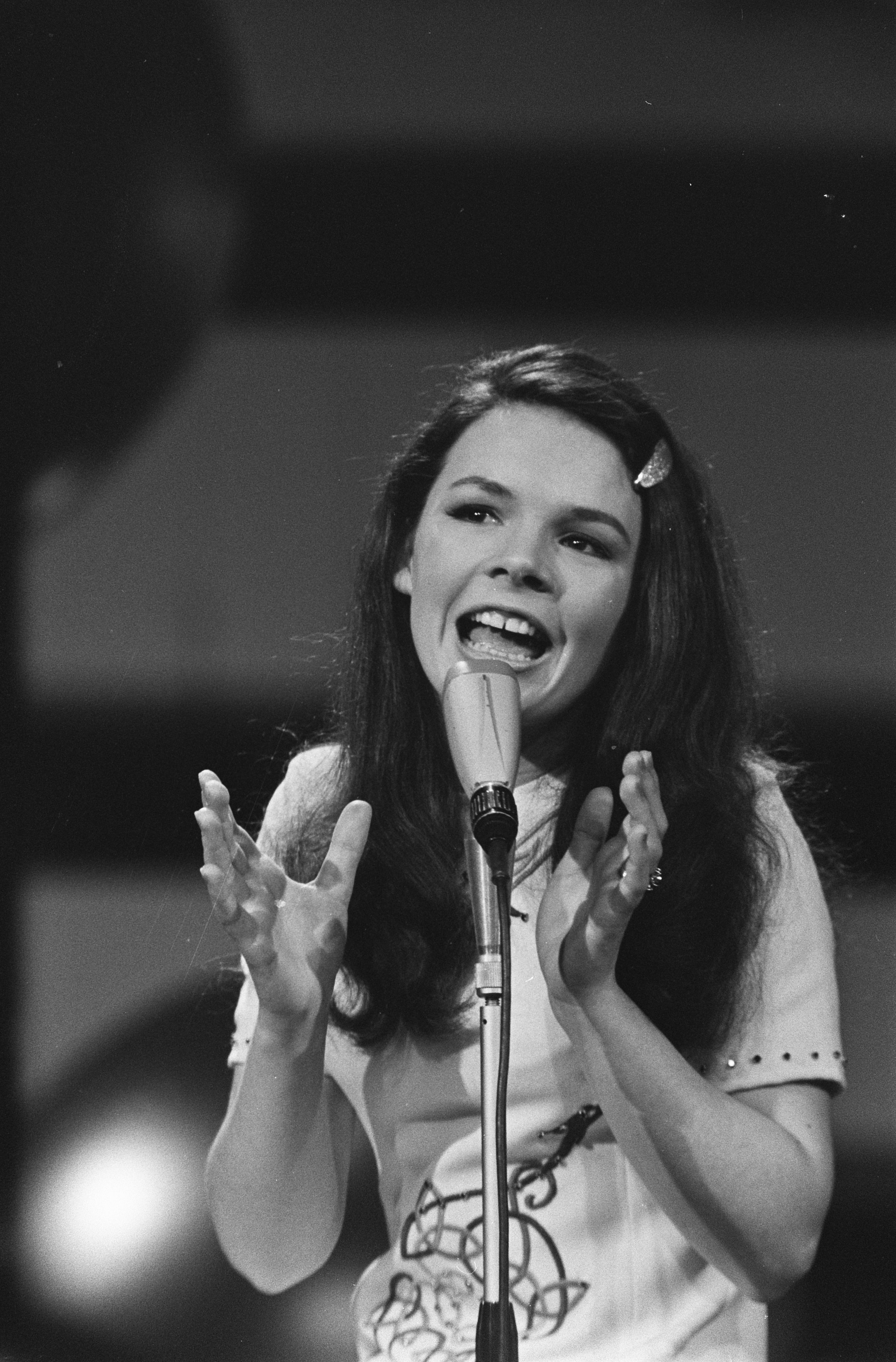
Dana Rosemary Scallon vid Eurovision Song Contest 1970.

Dana Rosemary Scallon, född Rosemary Brown 30 augusti 1951 i London, Storbritannien, är en irländsk artist och före detta politiker. Hon växte upp i Derry i Nordirland. Hon deltog för Irland i Eurovision Song Contest 1970, vilken hon vann och påbörjade sin artistkarriär. Hennes vinnarlåt, All Kinds of Everything, sålde uppskattningsvis två miljoner exemplar. 
Hon har släppt över trettio album och framför numera främst religiösa sånger.  
Mellan 1999 och 2004 satt hon som representant för Irländska republiken (invald i dåvarande valkretsen Connacht-Ulster) i Europaparlamentet.